# Савоија ди Луканија (Потенца)
Савоија ди Луканија (итал. Savoia di Lucania) је насеље у Италији у округу Потенца, региону Базиликата.
Према процени из 2011. у насељу је живело 537 становника. Насеље се налази на надморској висини од 707 м.

## Становништво
Према резултатима пописа становништва 2011. у општини је живело 1.148 становника.
| 1931. | 1936. | 1951. | 1961. | 1971. | 1981. | 1991. | 2001. | 2011. |
| ----- | ----- | ----- | ----- | ----- | ----- | ----- | ----- | ----- |
| 1.436 | 1.614 | 1.779 | 1.694 | 1.451 | 1.362 | 1.351 | 1.236 | 1.148 |